# Mesjön, Ångermanland
Mesjön är en sjö i Örnsköldsviks kommun i Ångermanland och ingår i Moälvens huvudavrinningsområde. Sjön är 13 meter djup, har en yta på 0,567 kvadratkilometer och befinner sig 236 meter över havet. Sjön avvattnas av vattendraget Hemsjöbäcken.

## Delavrinningsområde
Mesjön ingår i det delavrinningsområde (705757-161818) som SMHI kallar för Mynnar i Utterån. Medelhöjden är 282 meter över havet och ytan är 13,8 kvadratkilometer. Det finns inga avrinningsområden uppströms utan avrinningsområdet är högsta punkten. Hemsjöbäcken avvattnar avrinningsområdet och vattnet fortsätter därefter via Utterån och Moälven innan det når havet efter 52 kilometer. Avrinningsområdet består mestadels av skog (80 procent). Avrinningsområdet har 0,99 kvadratkilometer vattenytor vilket ger det en sjöprocent på 7,1 procent.